# Penisola Mule
La penisola Mule è una penisola rocciosa di forma irregolare tra il fiordo Ellis e il fiordo Krok nella parte meridionale delle colline Vestfold nella Terra della Principessa Elisabetta, Antartide. La penisola è stata mappata da fotografie aeree scattate dalla spedizione Lars Christensen nel 1936-1937 e chiamato Breidnesmulen ("muso a punta larga") dai cartografi norvegesi. Penisola Mule è un adattamento del nome norvegese originale da parte del Comitato australiano per i toponimi e le medaglie antartici.

## Conservazione
Un sito sulla penisola conosciuta come pianura Marina, situata a circa 10 km a sud-est della stazione Davis, è di eccezionale valore scientifico per la sua rilevanza per la documentazione paleoclimatica e paleoecologica dell'Antartide. 
La pianura, per la sua importanza, è protetta dal Trattato Antartico come Area Specialmente Protetta dell'Antartide (codice ASPA 143).